# Département de Mitre
Le département de Mitre est une des 27 subdivisions de la province de Santiago del Estero, en Argentine. Son chef-lieu est la ville de Villa Unión.
Le département a une superficie de 3 667 km2. Sa population s'élevait à 1 813 habitants en 2001.

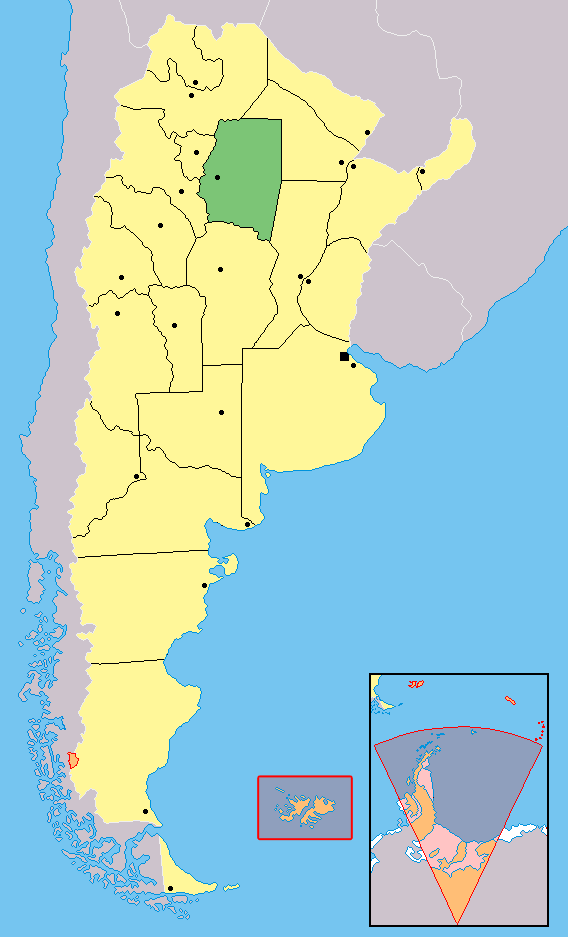
Localisation de la province de Santiago del Estero en Argentine